# Melicharella decora
Melicharella decora är en insektsart som beskrevs av Lindberg 1925. Melicharella decora ingår i släktet Melicharella och familjen dvärgstritar. Inga underarter finns listade i Catalogue of Life.